# Brăila
Brăila (/brəila/; anticamente Braïlow, Proilava, Breil, Uebereyl, Brilago, Ibrail o Brailow) è un municipio della Romania di 154 686 abitanti, capoluogo dell'omonimo distretto e sede di un importante porto sul Danubio.

## Storia
L'etimologia del nome Brăila non è nota, tuttavia il nome attuale trae origine da quello originario slavo Brailov.
La città è citata in documenti antichi con diversi nomi: in tedesco Uebereyl, alcuni documenti in greco parlano di Proilabum o Proilava (probabile grecizzazione di Brailov).
Un insediamento sulla riva sinistra del Danubio che dovrebbe riferirsi alla città viene citato come Drinago in un Libro de conoscimento in spagnolo del 1350 circa e in alcuni portolani in catalano della prima metà del XIV secolo.

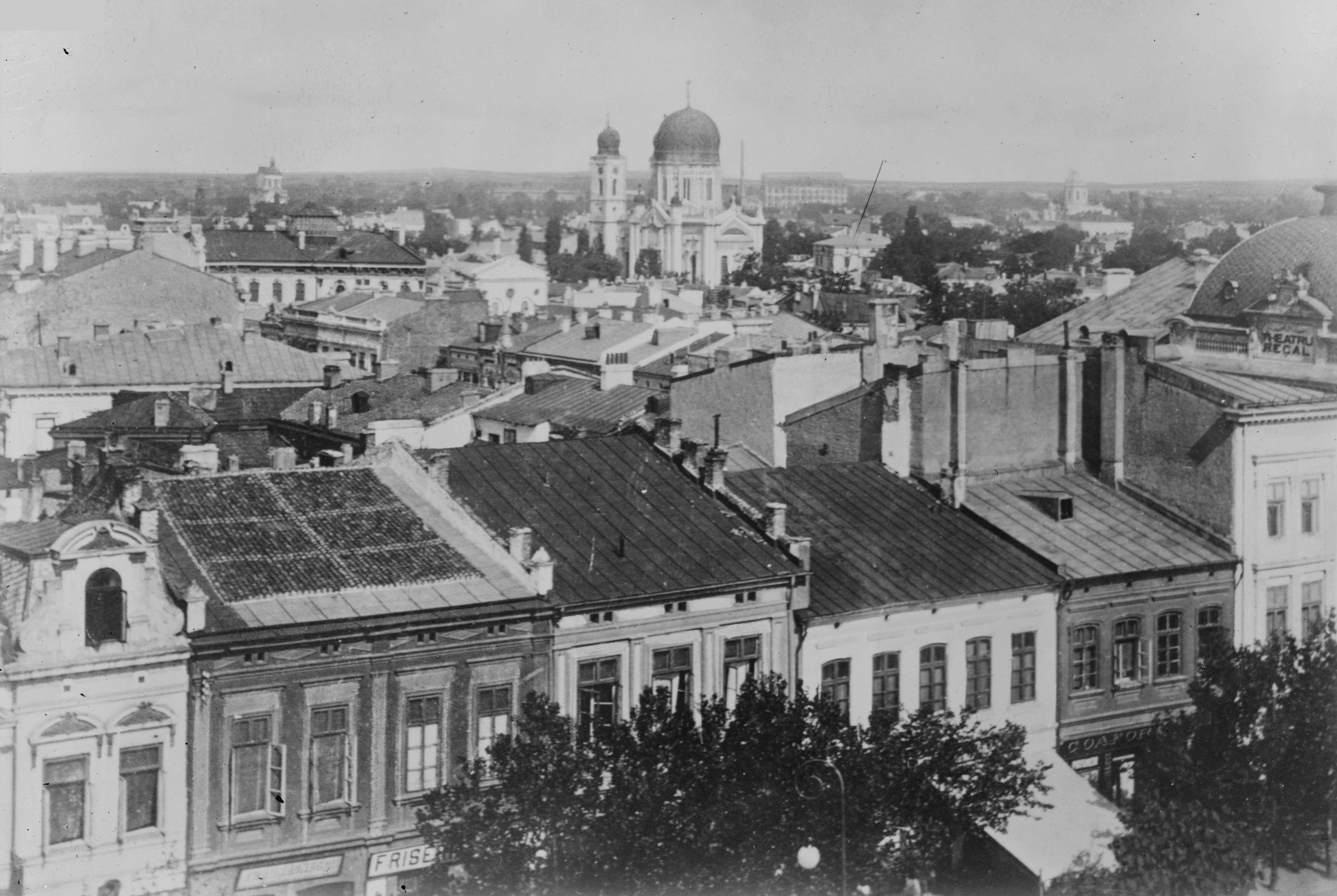
Panorama della città alla fine del XIX secolo

La città fu una kaza sotto il dominio dell'Impero ottomano dal 1540 circa fino al 1829, quando venne restituita al Principato di Valacchia.
Nel XIX secolo era uno dei tre più importanti porti danubiani della Valacchia, insieme a Turnu Măgurele e Giurgiu. Il massimo splendore venne raggiunto dalla città tra la fine del XIX e l'inizio del XX secolo, quando la gran parte delle merci in entrata ed in uscita dalla Romania transitava attraverso il suo porto.
È gemellata con la città Calabrese di Rosarno dal 2008

## Economia
L'economia della città è prevalentemente basata sui traffici legati al porto sul Danubio, accessibile a navi oceaniche anche di medie dimensioni; la struttura portuale comprende grandi silos per cereali e magazzini per le altre merci.

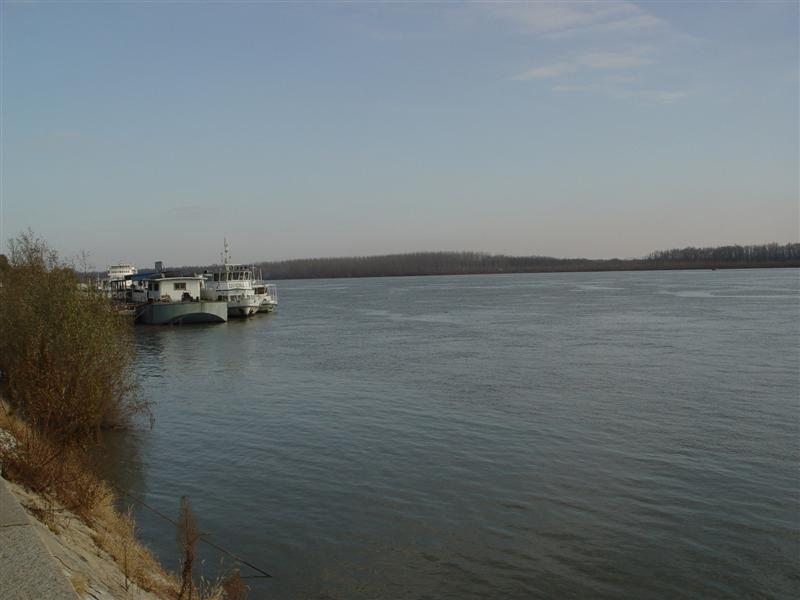
Il Danubio nei pressi di Brăila

Non mancano altre attività industriali, in particolare nel settore metallurgico, in quello tessile ed in quello dell'alimentare.

## Struttura urbanistica
La città è caratterizzata da una serie di vie rettilinee che si irraggiano dal porto, intersecate ad intervalli regolari da altre vie concentriche tra di loro che seguono l'andamento geometrico delle antiche fortificazioni ottomane.
Nel centro storico sono presenti molti edifici del XIX secolo, molti dei quali ristrutturati recentemente. Tra i più importanti:

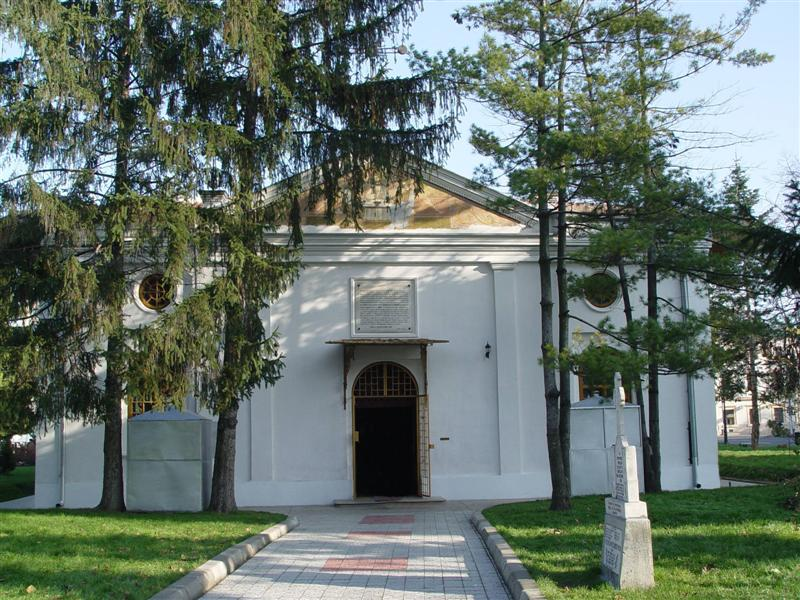
La Chiesa dei Santi Arcangeli.

- la chiesa greco-ortodossa, costruita dalla locale comunità greca nel 1865;
- la chiesa dei Santi Arcangeli (Sfinţii Arhangheli), che sotto l'Impero ottomano era una moschea;
- la chiesa di San Nicola (Sfântul Nicolae);
- il teatro Maria Filotti;
- il Palazzo della Cultura, al cui interno si trova un museo di belle arti;
- l'antica Torre dell'Acqua.

Un'altra attrattiva della città è il Parco Pubblico, situato sulle rive del Danubio, che offre un bel panorama sul fiume e sui Monti Măcinului.

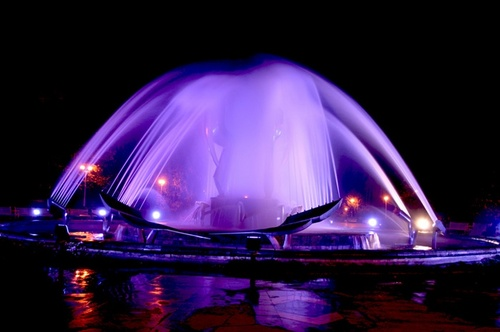
Una fontana in centro.

Ai primi del 2006 la città ha ricevuto un forte contributo economico da parte dell'Unione europea destinato alla ristrutturazione ed al rinnovo del centro storico, con l'obiettivo di far diventare Brăila un importante centro di attrazione turistica della Muntenia.

## Infrastrutture e trasporti
Il trasporto urbano è gestito dalla società Braicar, con quattro linee primarie di autobus ed altri servizi; va inoltre segnalato che Brăila possiede una delle più vecchie linee tramviarie della Romania, costruita ed elettrificata alla fine del XIX secolo e tuttora operativa.
Nel 2023 è stato inaugurato un grande ponte sul Danubio che rappresenta uno dei più lunghi ponti sospesi nell'Unione Europea.